# Euphrasia formosissima
Euphrasia formosissima là loài thực vật có hoa thuộc họ Cỏ chổi. Loài này được Skottsb. mô tả khoa học đầu tiên năm 1922.